# Belmont (Isère)
Belmont is een gemeente in het Franse departement Isère (regio Auvergne-Rhône-Alpes) en telt 397 inwoners (2005). De plaats maakt deel uit van het arrondissement La Tour-du-Pin.

## Geografie
De oppervlakte van Belmont bedraagt 6,5 km², de bevolkingsdichtheid is 61,1 inwoners per km².

## Demografie
Onderstaande figuur toont het verloop van het inwonertal (bron: INSEE-tellingen).
1. ↑  Populations de référence 2022.